# 纳耶·约内斯库

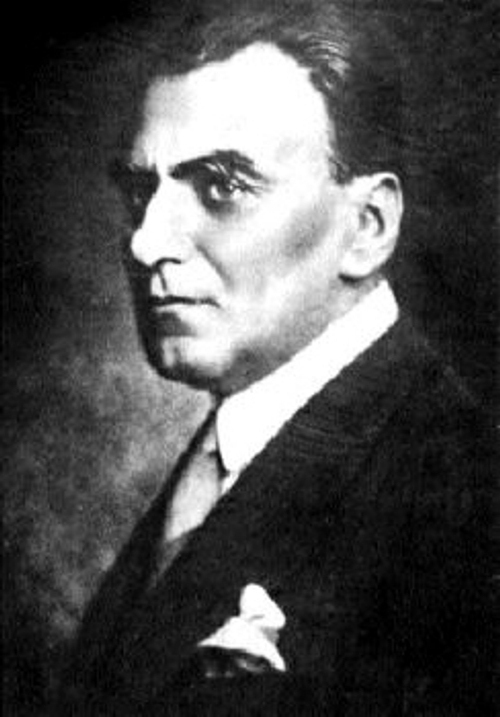
纳耶·约内斯库

纳耶·约内斯库（罗马尼亚语：Nae Ionescu，1890年6月16日－1940年3月15日），罗马尼亚哲学家、逻辑学家、数学家及记者。以在第二次世界大战爆发前对极右翼的拥护以及反犹太主义而闻名。

## 生平

### 早年经历
约内斯库出生于布勒伊拉。1912年，约内斯库从布加勒斯特大学的文学专业毕业，被任命到布加勒斯特的马泰拉萨拉布中学当老师。第一次世界大战爆发时，约内斯库正旅居德国，在哥廷根大学进修，罗马尼亚参加协约国使他难以回国，1919年，约内斯库取得慕尼黑大学的哲学博士学位，毕业论文题目是“以形式逻辑为数学基础的新尝试”("Die Logistik als Versuch einer neuen Begründung der Mathematik")。
回到罗马尼亚，约内斯库在短暂地担任教师之后，被任命为在布加勒斯特大学逻辑与认知论系工作的Constantin Rădulescu-Motru的助理。

### 反犹太主义与米哈伊尔·赛巴斯汀事件
约内斯库毕生对宗教比较、哲学、神秘学的研究以及晚年的国家主义、极右翼观点对包括Constantin Noica、米尔恰·伊利亚德、萧沆、Haig Acterian、Jeni Acterian、Mihail Sebastian、Mircea Vulcănescu还有Petre Țuțea在内的同时代罗马尼亚思想家有着深远的影响。在约内斯库所宣扬的两种主义，存在主义和神秘主义之下，一种新的思潮 "特莱伊主义"（罗马尼亚语：Trăirism）在罗马尼亚诞生，特莱伊主义与铁卫团的很多主张产生了共鸣，大量的特莱伊主义拥护者甚至公开协助铁卫团，使得双方联系愈发紧密。
在与铁卫团的往来中，约内斯库本人则相对保守。他曾是报纸 "Cuvântul" 的编辑，该报纸是卡罗尔二世派的铁杆支持者，而卡罗尔二世是铁卫团的头号大敌。不过由于约内斯库反犹太主义与卡罗尔二世核心集团的分歧，他与君主派的关系越来越远。
在约内斯库和犹太裔作家米哈伊尔·赛巴斯汀还保持联系的时候，约内斯库曾同意为赛巴斯汀的书 "De două mii de ani..." 作序。然而约内斯库在序中以其公然的反犹太观点震撼了曾“爱并敬佩着”约内斯库的赛巴斯汀。
米尔恰·伊利亚德曾在他的自传中回忆道：
“犹大受苦是因为他必须受苦，”纳耶写道，随后他便解释了原因：犹太人拒绝承认耶稣基督是他们的弥赛亚。这些犹太人在历史上遭受的苦难在某种意义上反应了希伯来人的命运——因为拒绝基督教而无法得到救赎的命运。 教会之外无救恩。

### 晚年
随着卡罗尔二世对铁卫团的镇压，纳耶·约内斯库和他的追随者们很快被围捕之后押送到了米耶尔库雷亚丘克的临时营地中。这段被关押的经历为约内斯库本就贫瘠的健康雪上加霜，不久后他就在自己的府邸中去世了。也有一些人称约内斯库实际因为与铁卫团的紧密联系而死于毒杀

### 约内斯库府邸

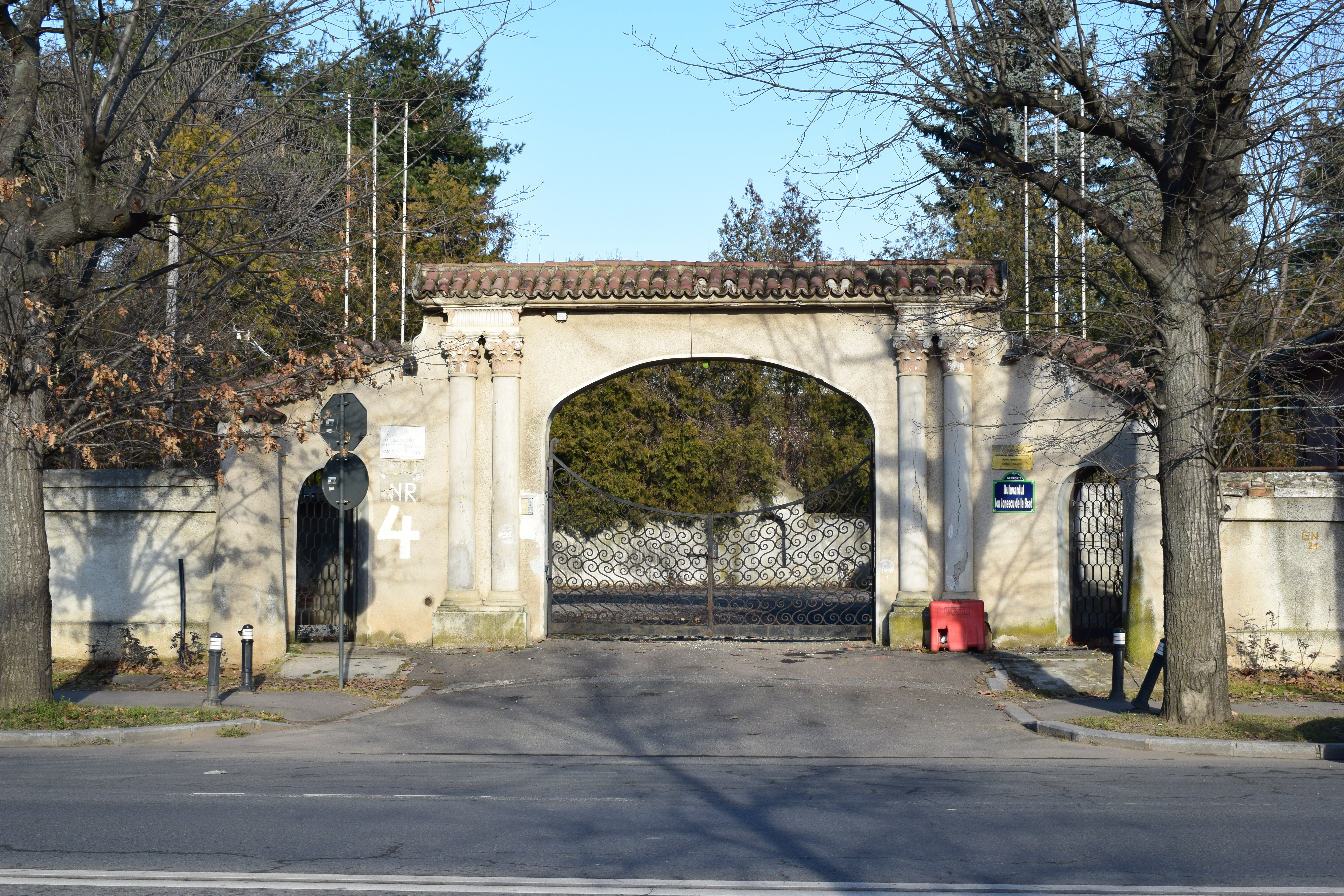
纳耶·约内斯库别墅的大门

纳耶·约内斯库是一座在Băneasa村（现Băneasa镇，位于布加勒斯特北方）的豪华别墅的主人，这座别墅坐落在以约内斯库命名的 Ion Ionescu de la Brad 大街4号（位置44°29′55″N 26°04′31″E / 44.498604°N 26.075206°E），由建筑师George Matei Cantacuzino在约内斯库的亲自监督下建造。
约内斯库府邸被认为是布加勒斯特最豪华的别墅之一。同时也因为许多约内斯库的学生曾在笔下描写这幢别墅（比如Mircea Vulcănescu），它被留存在了部分罗马尼亚人的集体记忆中。Vulcănescu便曾在《我所了解的纳耶·约内斯库》（罗马尼亚语："Nae Ionescu așa cum l-am cunoscut"）中大耗笔墨来描写了别墅的一些细节，比如约内斯库非常自豪地展示了一副格雷考的画（Descent from the Cross）。
1940年3月15日，纳耶·约内斯库在女友Cella Delavrancea的陪同下因心脏病死于自己的豪华府邸。在他死后不久，随着扬·安东内斯库走向权力中心，这间别墅成了安东内斯库的官邸。
在罗马尼亚共产党掌权后，因为靠近Băneasa荣耀农场的缘故，这座别墅被送给罗马尼亚农业科技大学。今天，曾经的约内斯库府邸变成了果树学研究机构statiuneabaneasa.ro（罗马尼亚语："Stațiunea de Cercetare-Dezvoltare pentru Pomicultură Băneasa"）的总部。